# مارتن كراوس
مارتن كراوس (بالألمانية: Martin Kraus)‏ (24 أكتوبر 1993 في النمسا - ) هو لاعب كرة قدم نمساوي في مركز حراسة المرمى.

## وصلات خارجية
- مارتن كراوس على موقع قاعدة بيانات كرة القدم.إي يو (الإنجليزية)
- مارتن كراوس على موقع Soccerway.com (الإنجليزية)
- مارتن كراوس على موقع عالم كرة القدم.نت (الإنجليزية)